# Saippuaprinssi
Saippuaprinssi ("El príncipe de las telenovelas") es una película del año 2006 de producción finlandesa dirigida por Janne Kuusi y protagonizada por Mikko Leppilampi y Pamela Tola sobre un guion de Aleksi Bardy.

## Argumento
Una aspirante a actriz, de forma accidental, pasa a formar parte del equipo de guionistas de una popular telenovela y cae enamorada de la estrella del show.

## Reparto
- Pamela Tola ....  Ilona
- Mikko Leppilampi ....  Kalle/Antero
- Outi Mäenpää ....  Raakel
- Teijo Eloranta ....  Cámara
- Kristiina Halttu ....  Reija/Seija
- Sari Havas ....  Guionista
- Jarmo Hyttinen ....  Angel
- Tommi Korpela .... director asistente